# Вулиця Снопківська (Львів)
Ву́лиця Сно́пківська — вулиця у Галицькому районі міста Львова, місцевість Снопків. Прямує на південний схід — від перехрестя вулиць Волоської, Людкевича, Кубійовича та Франка до вулиці Стуса. Прилучаються вулиці Севери, Свєнціцького, Кубанська.

## Історія
По вулиці Снопківській ще в середині XX століття протікала річка Полтва, яка утворювала на нинішній вулиці Стуса великий став (у XVIII столітті став  був власністю Юзефа Камінського), завдовжки близько 100 м і завширшки близько 20 м.
Вулиця Стуса (до 1991 року — вул. Островського), до 1930-х років була частиною вулиці Снопківської.
У грудні 1963 року вулицею Снопківською пролягла траса тролейбусного маршруту № 4, кільце кінцевої зупинки було розташовано у підніжжя парку Залізна Вода. Влітку 1967 цю трасу почали використовувати для маршруту № 1, що до початку 1967 року курсував до головного залізничного вокзалу.
Влітку 2008 від вулиці Снопківської вулицею Стуса почали прокладати трамвайну лінію, що мала сполучити центр Львова через Снопків із Сиховом. Проклали перші 184 метри колії за безшумною технологією від палацу спорту на вул. Стуса до басейну «Динамо». Того ж 2008 року будівництво колії зупинилося через брак коштів на реконструкцію інженерних мереж та підготовку до Євро-2012. 14 липня 2014 року розпочалося будівництво колії з боку Сихова. 17 листопада 2016 року трамвай на Сихів поїхав.
Також вулицею Снопківською курсують автобусний маршрут № 26 та автобуси приміського сполучення, що сполучають Снопків з іншими районами Львова та приміськими селами Давидовим (№ 160), Милятичами (№ 161) та Черепиним (№ 178).

## Назва
- до 1870 року — Айзенбрюндель Ґассе (або Залізної Води)[10], оскільки вела до парку Залізна Вода;
- 1870—1871 роки — Гібувка, бо вела фільварку Снопків[11], власником якого на початку XIX століття був польський архітектор французького походження, інспектор міського будівництва, викладач рисунку у Львівському університеті П'єр Дені Ґібо, звідси й назва «Ґібувка»[10].
- 1871—1943 роки — Снопківська;
- 1943—1944 роки — Снопковерґассе;
- 1944—1946 роки — Снопківська. В її складі була також сучасна вулиця Стуса (ділянка до початку проспекту Червоної Калини), яку у 1946 році було виділено в окрему вулицю та названо — вулиця Південна.
- сучасна назва — вулиця Снопківська від 1946 року[12].

## Забудова
В архітектурному ансамблі вулиці Снопківської переважає віденська сецесія та конструктивізм, а також присутня сучасна забудова 2000—2010-х років. Будівля колишньої Промислової школи (вул. Снопківська, 47) внесена до Реєстру пам'яток архітектури місцевого значення м. Львова.

### З непарного боку вулиці
№ 1 — за польських часів за цією адресою містилася цегельня Едварда Бродзінського та фабрика кафельних п'єців на Штиллерівці Фелікса Зандлера. Нині будинку з такою адресою не існує.
№ 5 — п'ятиповерховий житловий будинок, споруджений у 1960-х роках на місці давнішої кам'яниці, ймовірно, зруйнованої під час другої світової війни. У тій кам'яниці за польських часів містилася Перша спілка виробників машинної цегли та виробів з глини на Штиллерівці (керівник Ядвіга Зандлер). Нині у нежитловому приміщенні на першому поверсі будинку міститься крамниця автотоварів «Форавто».
№ 11 — в одному з приміщень будинку зберігається частина фонду Львівської обласної бібліотеки для дітей.
№ 35, 37 — сецесійні кам'яниці споруджені у 1906—1907 роках за проєктом архітектора Міхала Ковальчука для Яніни Рильської-Сцібор. Збереглися металеві брами з маскаронами над головними порталами будинків.
№ 45 — житловий чотириповерховий будинок на розі з вулицею Севери. За радянських часів на першому поверсі будинку містився овочевий магазин, нині — продуктова крамниця.
№ 47 — будівля колишньої Державної Промислової школи споруджена 1907—1910 роках за спільним проєктом архітекторів Владислава Садовського та Адольфа-Віктора Вайса. Головний портал прикрашений горельєфними скульптурами «Мистецтво» та «Праця», різця Петра Війтовича. Посвята школи відбулася 7 червня 1910 року. Під час першої світової війни в цьому приміщенні перебував Шпиталь вдови імператриці Марії Федорівни. Після війни з 1919 року відновилося навчання, але вже за польськими традиціями. В залежності під потреби в кадрах перевага надавалася то художнім професіям, то технічним. Лише з 1929 року шалька терезів остаточно схилилася в бік промислової спрямованості — відтоді навчальний заклад перейменували на Державну технічну школу. Тут у міжвоєнний період готували електромеханіків, електромонтерів, машиністів паровозів, радіотелеграфістів, колійників. 1938 року тут був ще створений Державний інститут пластичних мистецтв, який проіснував до вересня 1939 року. З приходом радянської влади на базі закладу у 1940 році формується Львівське державне художньо-промислове училище, профіль якого в цілому не змінився і під час німецької окупації Львова.
Після створення Львівської залізниці у червні 1940 року було оголошено про створення Львівського технікуму залізничного транспорту. Під час німецької окупації навчання за робітничими і технічними спеціальностями було дозволене у Львівській Державній промисловій школі, директором якої був відомий польський інженер Клаудіуш Філасевіч. Від німецької влади він отримав дозвіл на створення середньої Технічної школи. Після повернення радянської влади до Львова у липні 1944 року розпочався наступний період історії мистецької школи. З другої половини 1940-х років приміщення фактично розділяється на два навчальних заклади. В центральній частині будівлі з колишнього залізничного училища, створеного ще у 1950-х роках спочатку виникає Технічна школа машиністів локомотивів Львівської залізниці, згодом — Львівський технікум залізничного транспорту. Бічне крило (з боку вул. Севери) будівлі від 1946 року займала Львівська дитяча художня школа, згодом — училище прикладного мистецтва, яке 1956 року отримує ім'я видатного художника Івана Труша.
У 2012 року технікум перейменовано у Львівський коледж транспортної інфраструктури. З 2014 року коледж стає відокремленим структурним підрозділом одного з кращих у Європі навчальних закладів у цій галузі — Дніпровського національного університету залізничного транспорту імені академіка В. Лазаряна. Училище прикладного мистецтва імені Труша в роки незалежності реформували у Львівський державний коледж декоративного і ужиткового мистецтва імені Івана Труша, нині — Львівський фаховий коледж декоративного і ужиткового мистецтва імені Івана Труша. 
23 вересня 2008 року будівля внесена до переліку пам'яток культурної спадщини, що не підлягають приватизації. Будівля також внесена до Реєстру пам'яток архітектури місцевого значення під охоронним № 47-м.

### З парного боку вулиці
№ 4 — триповерхова наріжна кам'яниця початку XX століття. В одному з приміщень першого поверху будинку нині міститься крамниця «Арт-Деко. Матеріали для художників».
№ 12 — двоповерховий будинок початку XX століття. На першому поверсі містяться офіс туристичної компанії «Манго-Тур» та зоомаркет «Pets life».
№ 14 — двоповерховий будинок збудований у 1925 році, відреставрований у 2012 році.
№ 16 — одноповерховий будинок зведений за проєктом Еразма Герматніка у 1891 році. Над вхідним порталом збереглося поясне зображення Богоматері з Дитям, виконане Іваном Левинським в майоліці за проєктом Леонарда Марконі у 1891 році.
№ 18 — двоповерховий офісний будинок, споруджений у 2014 році. У 2014—2017 році в будинку містився центр репродукціі «Паренс-Україна», а від 2017 року тут міститься медичний центр «Хірургічна клініка „Корона“».
№ 18а — семиповерховий житловий будинок економ-класу, споруджений у 2016 році.
№ 22 — чотириповерхова будівля, в якій міститься відділення паліативної допомоги, ендокринологічне та стаціонарні відділення КНП «4-а міська клінічна лікарня м. Львова».
№ 24 — одноповерховий будинок збудований наприкінці XIX століття. Нині тут міститься радіонуклідна лабораторія КНП «4-а міська клінічна лікарня м. Львова».
№ 28 — чотириповерховий житловий будинок. У 1950-х роках на першому поверсі будинку працювала майстерня з ремонту взуття. Нині тут працює крамниця «Канцтовари».

### Неіснуючі адреси та будинки, приписані до інших вулиць
№ 36 (нині — вул. Стуса, 22) — колишня вілла львівського садівника (інспектора міських плантацій) Арнольда Рерінга. Нині будинку під таким номером на вулиці Снопківській не існує.
№ 53 — у цьому будинку мешкав професор, декан філософського відділення Львівського університету доктор Мирослав Вартенберг. Нині будинку під таким номером на вулиці Снопківській не існує.
№ 59 (нині — вул. Стуса, 38) — наприкінці XIX століття на цьому місці розташовувалася цегельня Яна Александера Карловича. У 1911—1912 роках на місці цегельні за спільним проєктом Войцеха Дембінського та Івана Багенського збудований чотириповерховий будинок для потреб приватної жіночої Рільничої школи Яніни Терези Карлович, що діяла тут до 1939 року. У 1938—1939 роках — Приватний жіночий Рільничий інститут імені Яніни Карлович. У повоєнні часи ветеринарно-зоотехнічний технікум та його гуртожиток, нині тут Інститут біології тварин НААН України, який було засновано у 1960 році. На фасаді будинку встановлено меморіальну таблицю на честь засновника інституту, професора Степана Ґжицького, що працював тут у 1960—1976 роках. З лівого боку до будівлі колишньої Рільничої школи була прибудована двоповерхова будівля, яка колись використовувалася як капличка. Нині тут міститься ветеринарна клініка «Ветсервіс». Нині будинку під таким номером на вулиці Снопківській не існує.
№ 61 (нині — вул. Стуса, 25, 27) — двоповерхова будівля, збудована у 1894 році за проєктом архітектора Вінцентія Кузневича для Польської крайової фабрики кахлевих печей та електротехнічний заклад (фабрика Берла Нойвонера та Філіпа Вальдмана). В її стіни з червоної нетинькованої цегли вмонтовані зразки кахлів, що випускала фабрика, які одночасно були декором та рекламою продукції. Від 1950-х років тут працював кахельний завод № 6, у 1990-х роках — ДП «Кахельний завод № 6 ВАТ „ЛЗУБМ“», від 2000-х років — ТзОВ ОКС «Кахель і каміни». Будівля колишньої фабрики, внесена до Реєстру пам'яток архітектури місцевого значення під охоронним № 2479-м. Цю ж саму адресу має двоповерховий житловий будинок, зведений на початку 1950-х років. Поряд з житловим будинком споруджені дво- та триповерхова будівлі під № 27, де нині працює «Львівська Кахлярня». Нині будинку під таким номером на вулиці Снопківській не існує.
№ 87 (нині — вул. Стуса, 57) — у XIX столітті тут був маєток «Бельоско». У 1889 році на цьому місці збудована цегельня Якуба-Зайнвеля (Самуеля) Райсса, яка випускала цеглу з клеймом «Reiss Bielosko». По смерті Якуба Райсса у 1928 році, співвласниками цегельні стали його сини Леопольд та Єжи Райсси. У 1950-х роках — цегельний завод № 2, у 1995—2007 роках — ВАТ «Львівське заводоуправління будівельних матеріалів». Нині будинку під таким номером на вулиці Снопківській не існує. 
№ 95 — за польських часів тут розташовувався паровий млин О. Домашевича. Нині будинку під таким номером на вулиці Снопківській не існує.

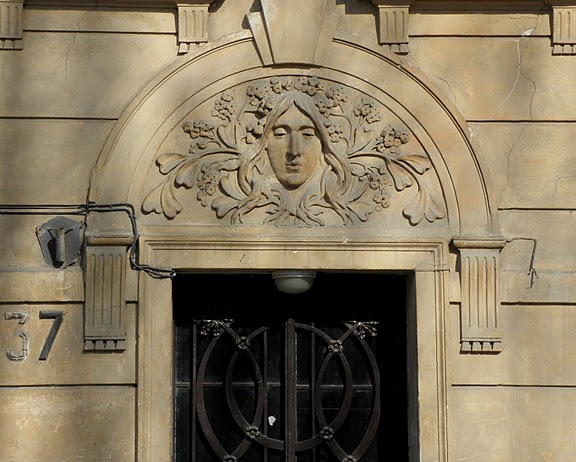
Маскарон над головним порталом кам'яниці (вул. Снопківська, 37)
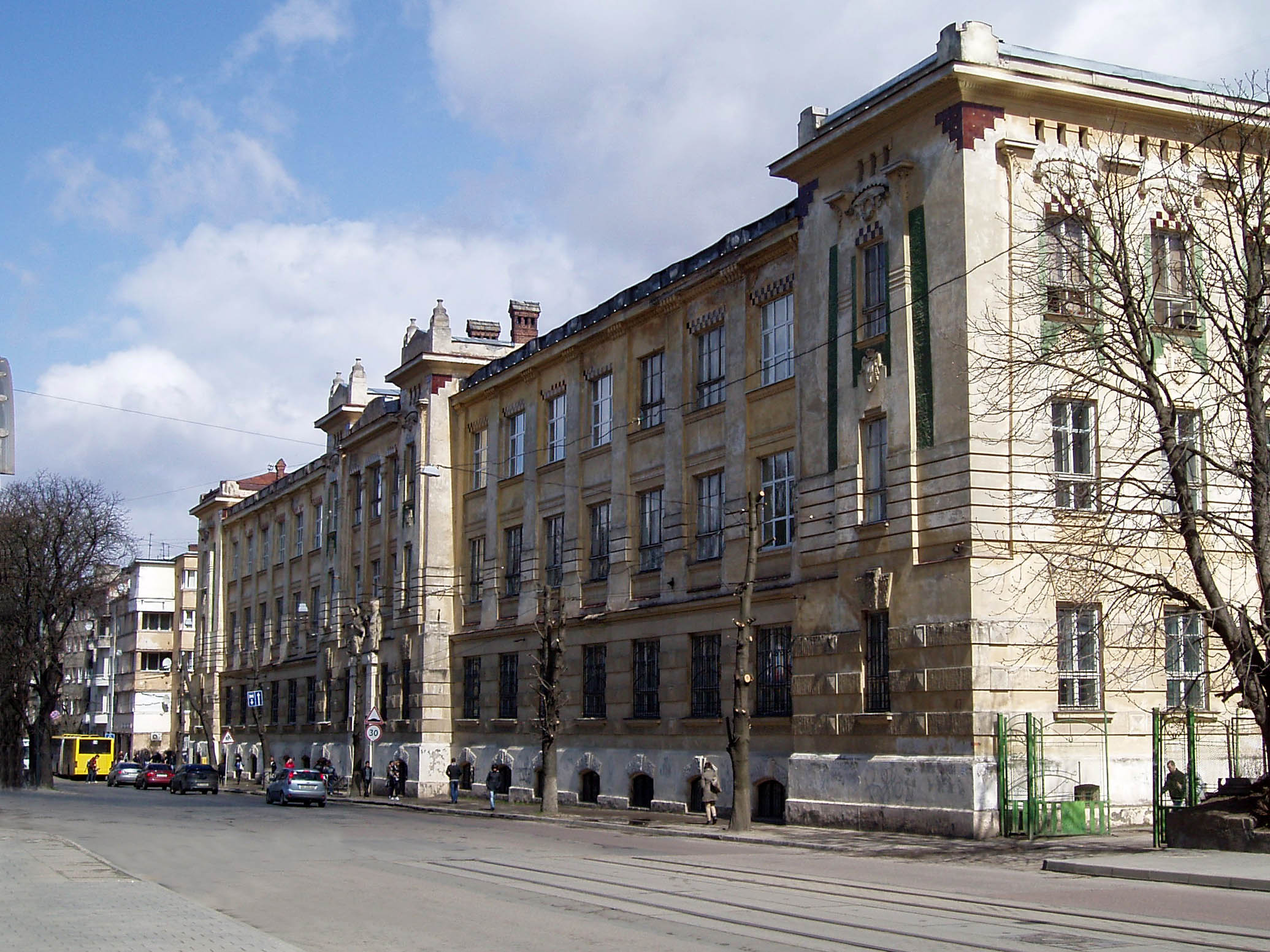
Будівля колишньої промислової школи (вул. Снопківська, 47)
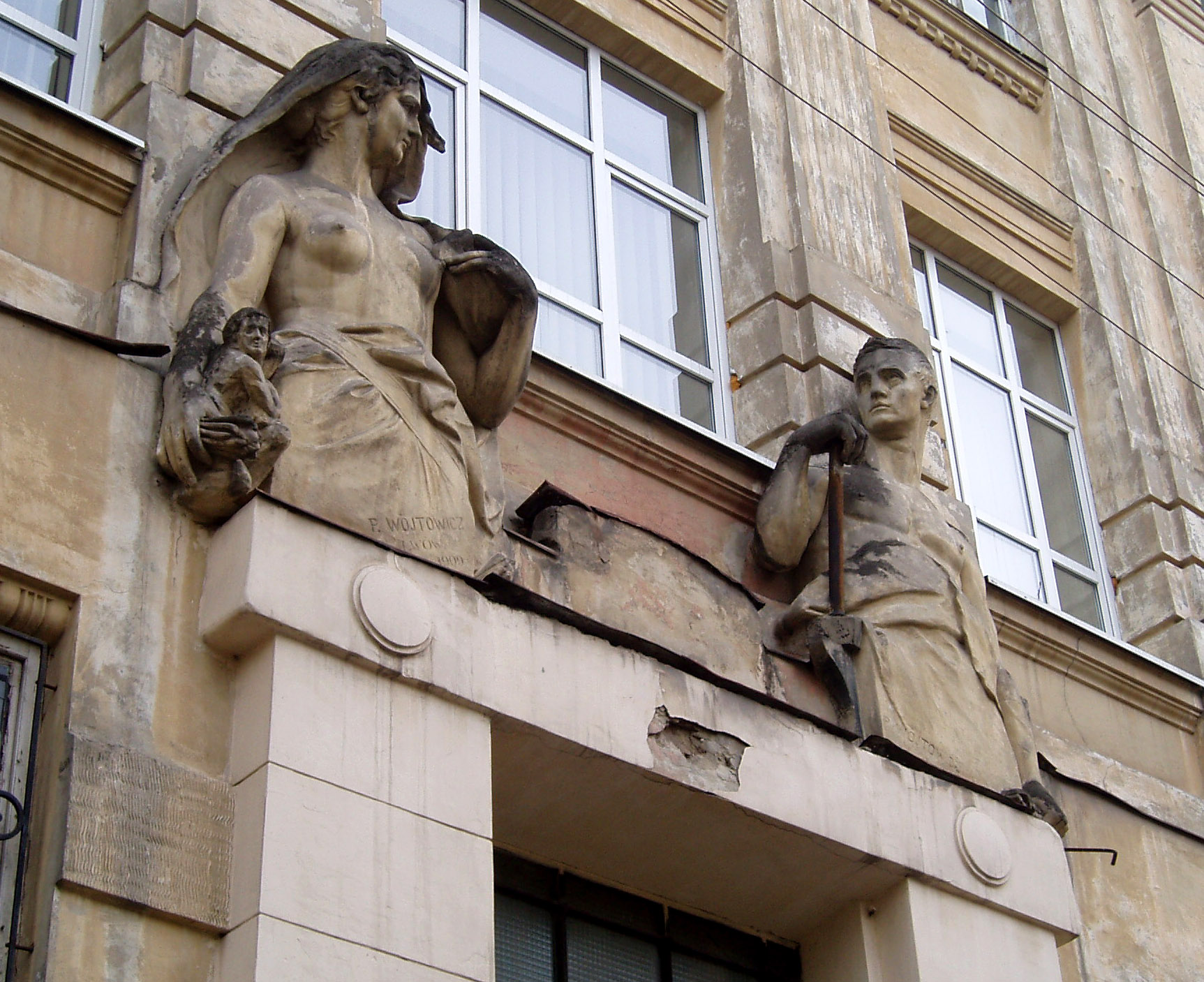
Горельєфні скульптури «Мистецтво» та «Праця», різця Петра Війтовича (вул. Снопківська, 47)

## Пам'ятники, меморіальні таблиці
На площі, утвореній перехрестям вулиць Василя Стуса — Іларіона Свєнціцького — Снопківською, у 2021 році становлено пам'ятник-меморіал депортованим українцям з території Закерзоння у 1944—1951 роках. 27 грудня 2021 року відбулося відкриття та чин освячення пам'ятника-меморіалу та відслужили панахиду за тими, хто постраждав від злочину депортації. Автор проєкту пам'ятника-меморіалу полтавський скульптор Сергій Олешко.